# Persone di nome Giannīs
| Questa pagina contiene informazioni ricavate automaticamente dalle voci biografiche con l'ausilio del template Bio e di un bot. L'aggiornamento è periodico e automatico e ricostruisce completamente la pagina. Se manca una persona in questa lista, sei pregato di non aggiungerla, ma accertati piuttosto che la sua voce biografica contenga il template Bio e che i dati anagrafici siano correttamente compilati. Se il template Bio manca, inseriscilo tu stesso o, in alternativa, metti l'avviso {{tmp\|Bio}} che ne segnala la mancanza. Se i dati riportati sono sbagliati, correggi direttamente la voce biografica; le modifiche saranno visibili in questa lista entro pochi giorni. Per chiarimenti vedi il progetto antroponimi. La lista contiene solo le 53 persone che sono citate nell'enciclopedia e per le quali è stato implementato correttamente il template Bio. Pagina aggiornata al 16 ott 2024. |

Questa è una lista di persone presenti nell'enciclopedia che hanno il prenome Giannīs, suddivise per attività principale.

## Allenatori di calcio(5)
- Giannīs Amanatidīs, allenatore di calcio e ex calciatore greco (Kozani, n. 1981)
- Giannīs Gounarīs, allenatore di calcio e ex calciatore greco (Salonicco, n. 1952)
- Giannīs Kontoes, allenatore di calcio e ex calciatore greco (Atene, n. 1986)
- Giannīs Līmniatīs, allenatore di calcio e ex calciatore greco (Atene, n. 1967)
- Giannīs Samaras, allenatore di calcio e ex calciatore greco (Melbourne, n. 1961)

## Allenatori di pallacanestro(1)
- Giannīs Christopoulos, allenatore di pallacanestro greco (Patrasso, n. 1974)

## Calciatori(36)
- Giannīs Andrianopoulos, calciatore greco (n. 1900 - † 1958)
- Giannīs Anestīs, calciatore greco (Calcide, n. 1991)
- Giannīs Arampatzīs, ex calciatore greco (Makrochori, n. 1984)
- Giannīs Chlōros, ex calciatore greco (Schwabach, n. 1978)
- Giannīs Christopoulos, calciatore greco (Patrasso, n. 2000)
- Giannīs Damanakīs, ex calciatore greco (La Canea, n. 1952)
- Giannīs Fetfatzidīs, calciatore greco (Drama, n. 1990)
- Giannīs Gkalitsios, ex calciatore greco (Larissa, n. 1958)
- Giannīs Gkoumas, ex calciatore greco (Larissa, n. 1975)
- Giannīs Iōannou, calciatore greco (Antikyra, n. 1984)
- Giannīs Kanakīs, calciatore greco (Kavala, n. 1927 - † 2016)
- Giannīs Kargas, calciatore greco (Kilkis, n. 1994)
- Giannīs Kiakos, calciatore tedesco (Bamberga, n. 1998)
- Giannīs Kyrastas, calciatore e allenatore di calcio greco (Il Pireo, n. 1952 - Atene, † 2004)
- Giannīs Kōnstantelias, calciatore greco (Volo, n. 2003)
- Giannīs Kōtsiras, calciatore greco (Megalopoli, n. 1992)
- Giannīs Loukinas, calciatore greco (Atene, n. 1991)
- Giannīs Maniatīs, ex calciatore greco (Livadeia, n. 1986)
- Giannīs Masouras, calciatore greco (Patrasso, n. 1996)
- Giannīs Michaīlidīs, calciatore greco (Giannitsa, n. 2000)
- Giannīs Mpouzoukīs, calciatore greco (Preveza, n. 1998)
- Giannīs Mystakidīs, calciatore greco (Salonicco, n. 1994)
- Giannīs Niarchos, calciatore greco (Atene, n. 2002)
- Giannīs Oikonomidīs, calciatore greco (n. 1998)
- Giannīs Papadopoulos, ex calciatore greco (Salonicco, n. 1989)
- Giannīs Papanikolaou, calciatore greco (Amarousio, n. 1998)
- Giannīs Pasas, calciatore greco (Agrinio, n. 1990)
- Giannīs Potouridīs, calciatore greco (Salonicco, n. 1992)
- Giannīs Satsias, calciatore cipriota (Nicosia, n. 2002)
- Giannīs Skondras, calciatore greco (Trikala, n. 1990)
- Giannīs Skopelitīs, ex calciatore greco (Atene, n. 1978)
- Giannīs Stathīs, ex calciatore greco (Atene, n. 1987)
- Giannīs Stauropoulos, calciatore greco
- Giannīs Taralidīs, ex calciatore greco (Aridaia, n. 1981)
- Giannīs Tomaras, ex calciatore greco (n. 1947)
- Giannīs Zaradoukas, ex calciatore greco (Atene, n. 1985)

## Cantanti(2)
- Giannīs Karagiannīs, cantante cipriota (Limassol, n. 1994)
- Giannīs Parios, cantante greco (Paro, n. 1946)

## Cestisti(1)
- Giannīs Antetokounmpo, cestista nigeriano (Atene, n. 1994)

## Dirigenti sportivi(2)
- Giannīs Anastasiou, dirigente sportivo, allenatore di calcio e ex calciatore greco (Arta, n. 1973)
- Giannīs Kalitzakīs, dirigente sportivo e ex calciatore greco (Eleusi, n. 1966)

## Musicisti(1)
- Giannīs Dragatsīs, musicista, compositore e violinista greco (Smirne, n. 1886 - Atene, † 1958)

## Pallanuotisti(1)
- Giannīs Fountoulīs, pallanuotista greco (Chio, n. 1988)

## Pittori(1)
- Giannīs Tsarouchīs, pittore, costumista e scenografo greco (Il Pireo, n. 1910 - Atene, † 1989)

## Politici(1)
- Giannīs Dragasakīs, politico greco (Lasithi, n. 1947)

## Scultori(1)
- Giannīs Pappas, scultore e pittore greco (Istanbul, n. 1913 - Atene, † 2005)

## Ultramaratoneti(1)
- Giannīs Kouros, ultramaratoneta greco (Tripoli, n. 1956)